# Parlament Somalije
Parlament Somalije (som. Golaha Shacabka Soomaaliya), poznat i pod nazivima Nacionalni parlament i Federalni parlament, središnje je tijelo zakonodavne vlasti u Somaliji. Prema obliku je dvodomni parlament i čine ga:
- Gornji Dom, sastavljen od 54 člana koje biraju građani na razini saveznih jedinica i
- Dom naroda, donji dom koji čini 275 predstavnika izabanih na četiri godine izravno od stane građana.

Parlament bira predsjednika republike i predsjednike i dopredsjednike parlamenta.